# Ashley Bock
Ashley Bock (* 20. August 1987) ist ein südafrikanischer Eishockeytorwart, der seit 2013 bei den Johannesburg Wildcats in der Gauteng Province Ice Hockey League spielt.

## Karriere
Ashley Bock begann seine Karriere bei den Johannesburg Scorpions, für die er erstmals in der Saison 2003 in der Gauteng Province Ice Hockey League, einer der regionalen Eishockeyligen in Südafrika, deren Meister am Saisonende den südafrikanischen Landesmeister ausspielen, im Tor stand. Nachdem er von 2010 bis 2012 in der Hauptstadt Pretoria bei den dortigen Warriors unter Vertrag stand, kehrte er 2013 nach Johannesburg zurück, wo er nunmehr den Kasten der Wildcats hütet.

### International
Im Juniorenbereich stand Bock bei den U18-Weltmeisterschaften der Division II 2003 und 2005 sowie der Division III 2004 im Tor. Außerdem spielte er bei der U20-Weltmeisterschaft 2005 in der Division III für Südafrika. Für die Herren-Auswahl spielte er bei den Weltmeisterschaften der Division III 2005, 2008 und 2011, als er hinter seinem Landsmann David Berger und dem Israeli Avihu Sorotzki die jeweils drittbeste Fangquote und Gegentorrate erreichte, teil. Dabei gelang den Springboks bei allen drei Turnieren der Aufstieg in die Division II, für die er im darauffolgenden Jahr dann aber jeweils nicht nominiert wurde. Erst später spielte er 2014 und 2015 auch in der Division II. Nach dem Abstieg 2015 spielte er bei den Weltmeisterschaften 2016 und 2018 wieder in der Division III.

## Erfolge und Auszeichnungen
- 2004 Aufstieg in die Division II bei der U18-Weltmeisterschaft der Division III
- 2005 Aufstieg in die Division II bei der Weltmeisterschaft der Division III
- 2008 Aufstieg in die Division II bei der Weltmeisterschaft der Division III
- 2011 Aufstieg in die Division II bei der Weltmeisterschaft der Division III